# هو یوژو (تکواندوکار)
هو یوژو (متولد ۱۴ نوامبر ۱۹۸۷ در ژانگجیاکو، هبی) تکواندوکار زن چینی است. وی در مسابقات قهرمانی تکواندو جهان ۲۰۰۹ در کپنهاگ، مدال طلا و در المپیک تابستانی ۲۰۱۲ مدال نقره کسب کرد.
در بازیهای المپیک تابستانی ۲۰۱۲ در لندن او دیانا لوپزدارنده آمریکایی مدال برنز المپیک پکن را، در ثانیه‌های پایانی دور اول شکست داد. در دور دوم در مقابل سووی میککونن و در نیمه نهایی در برابر مارلن آرنوآز به پیروزی رسید او در فینال ۴–۶ به جید جونز باخت.